# Beryl-veld
Het Beryl-veld is een olieveld onder de Noordzee op het Britse continentale plat, 335 kilometer noordoost van Aberdeen, genoemd naar Beryl Solomon, de vrouw van Charles Solomon, president van Mobil Europe ten tijde van de ontdekking in 1972.
Mobil kreeg de concessie voor blok 9/13 in 1971 en boorde in 1972 olie aan. In 1975 werd het Beryl-A-platform geplaatst, de eerste condeep, een betonnen productieplatform met een deplacement van 220.000 ton. De olie wordt afgevoerd met shuttletankers en het condensaat wordt via de SAGE-pijpleiding (Scottish Area Gas Evacuation) naar de St Fergus Gas Terminal getransporteerd. In 1983 werd ten noorden van het eerste platform Beryl-B geplaatst.
In januari 2012 nam Apache alle aandelen over van Mobile North Sea, waaronder Beryl.